# 葛雨琴
葛雨琴（1939年—），中華民國政治人物，曾代表中國國民黨以工人團體當選為第一屆第六次增額立法委員，復以全國不分區當選為第二、三屆立法委員。